# 竹鶴政孝
竹鶴 政孝（たけつる まさたか、1894年6月20日 - 1979年8月29日）は、広島県賀茂郡竹原町（現・竹原市）出身の日本の実業家。ウイスキー製造者、技術者。会社経営者。ニッカウヰスキーの創業者であり、サントリーウイスキーの直接的始祖、マルスウイスキーの間接的始祖でもある。これらの業績から「日本のウイスキーの父」と呼ばれる。

## 人物概要
竹鶴という苗字は、家（現在の竹鶴酒造）の裏にあった竹林に鶴が巣を作ったことから由来している。親会社（アサヒビール）に機能子会社化されるまで大株主であった元オーナー一族の竹鶴威は養子（実の甥）にあたる。
1923年、鳥井信治郎に招かれ寿屋(現在のサントリー)山崎工場（現 山崎蒸溜所）初代工場長として、日本初の本格スコッチ・ウイスキー製造を指揮。その後、より本格的なスコッチの製造を指向して大日本果汁（現在のニッカウヰスキー）を興した。あくまでも品質にこだわり続けた技術者として知られる。
1962年、イギリスのヒューム外相が来日した際、“一人の青年が万年筆とノートでウイスキー製造技術の秘密を全部盗んでいった”という意味の発言をしたといわれている。もちろんこれは竹鶴に対する賞賛であった。このとき話題に出たノート（竹鶴ノート）はしばらく所在不明であったが、のちに竹鶴が当時所属していた摂津酒造（1964年10月、宝酒造に吸収合併）関係者の子孫が保存していることが分かり、ニッカウヰスキーに寄贈された。
酒量はウイスキー1日1本。晩酌には同社の二級ウイスキー（1960年代 - 1970年代当時）であるハイニッカを好み、おつまみとして醤油味の超極薄の薄焼き煎餅と供に楽しみながら飲んでいた。ただし、晩年には3日で2本に減らしたという。
2014年度後期に放送されたNHK連続テレビ小説『マッサン』の主人公である亀山政春（演 - 玉山鉄二）のモデルとなった人物である。

## 経歴

### 生い立ち
広島県賀茂郡竹原町（現・竹原市）で酒造業・製塩業を営む竹鶴敬次郎の四男五女の三男として生まれる。竹鶴家は頼家、吉井家と並ぶ竹原の三大塩田地主のひとつで、1733年（享保18年）から酒造業も手がけていた。政孝の家は祖母の代に分家し製塩業を営んでいたが、本家の主人夫妻が長男誕生直後に相次いで亡くなったため、政孝の父・敬次郎が後見として本家に入って酒造業を継いだ。このため政孝は分家ながら三男として竹鶴の本家で生まれた。当時、広島の酒造業界では三浦仙三郎をリーダーに、抜群のブランドを誇った兵庫の灘酒に負けぬ酒を造ろうと、蔵元たちが酒づくりの改良に意欲的に取り組んでいたが、敬次郎もそのグループの主要メンバーだった。のちに三浦は醪をゆっくりと低温で発酵させる「吟醸づくり」の技術を確立し、酒には不向きとされていた広島の軟水から、灘酒に負けない高品質の酒をつくることに成功した。これが今日、灘・伏見と並び、日本の三大銘醸地と称されている広島の酒（西条酒）の始まりである。
1907年、全国の酒を一堂に集め、その品質だけを純粋に競う「第1回清酒品評会」で優等1位、2位を広島酒が独占したのを始め、1911年に始まった全国新酒鑑評会など、鑑評会や品評会で広島酒が上位入賞したことで、非常なニュース性をもって全国に知れ渡り、これを契機に各地で精力的な酒造りが始まった。敬次郎の酒づくりは厳しく、政孝も大きな影響を受け、厳しい信念を貫いた政孝の品質主義は、広島の環境と父を通じて育まれた。2023年現在、政孝の生家の造り酒屋は「竹鶴酒造株式会社」という名称で存続する。こちらは竹鶴家の本家であり、前述のように政孝は分家筋にあたる。幼少期の政孝は好奇心旺盛、相当な暴れん坊であったという。

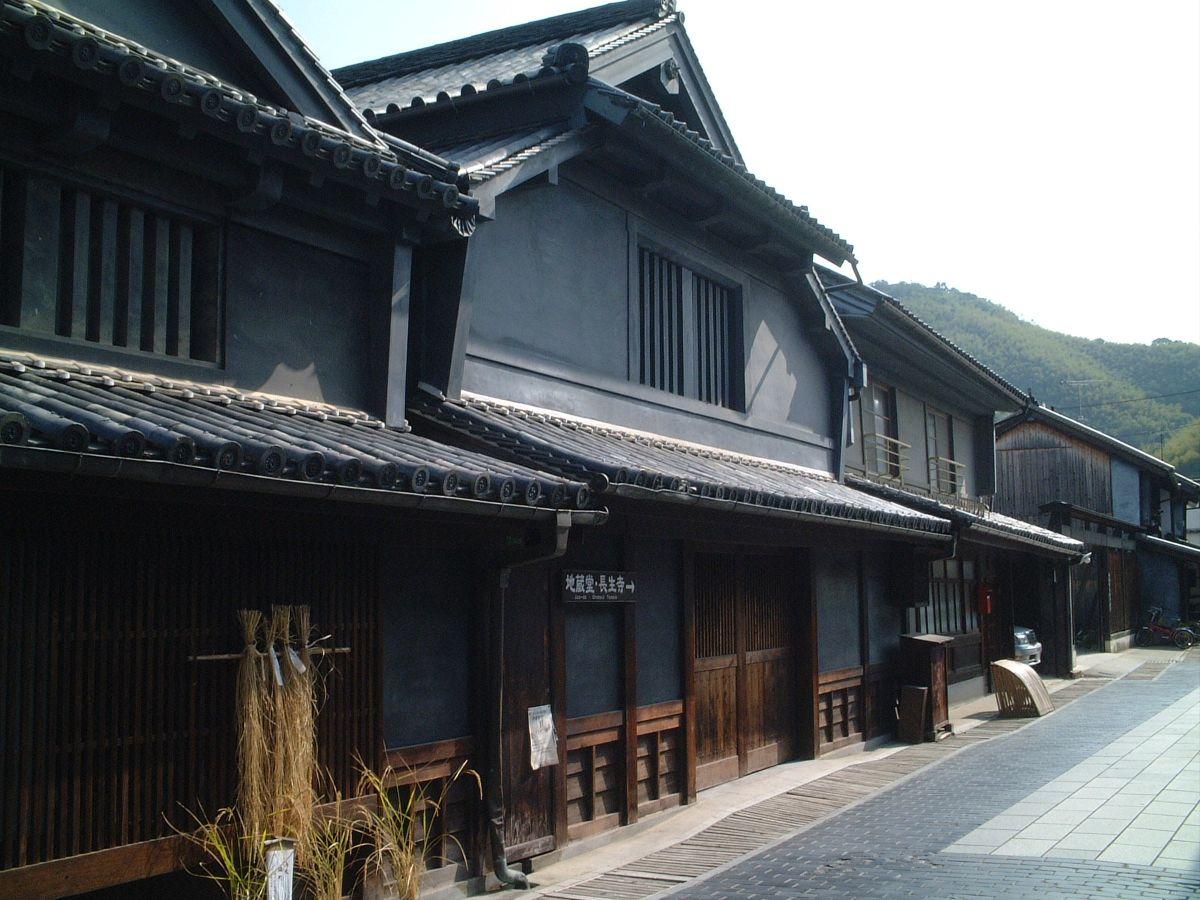
竹原市に残る生家、小笹屋（竹鶴酒造）

忠海中学（現・広島県立忠海高等学校）に進んだ政孝は通学に時間がかかりすぎるため、3年生に進級した際に寮生活を始める。一学年下には後に熊本の第五高等学校（現熊本大学）から京都帝国大学へと進学し総理大臣となる池田勇人がおり、池田が亡くなるまで交流が続いた。政孝の影響もあり、池田は国際的なパーティーでは国産ウイスキーを使うように指示していたという。なお、当時の池田少年は政孝の布団の上げ下ろし係だった。政孝は寮長や柔道部の主将を務めていた。

### 酒造りの第一歩
大阪高等工業学校（後の旧制大阪工業大学、現在の大阪大学工学部）の醸造科にて学ぶ。この進学は、兄二人が家業の酒造りを敬遠した故でもあったという。大阪高等工業学校の卒業を春に控えた1916年3月、新しい酒である洋酒に興味をもっていた竹鶴は、大阪高工の先輩・岩井喜一郎（摂津酒造常務）を頼り、当時洋酒業界の雄であった大阪府東成郡住吉村（現・大阪市住吉区帝塚山東5丁目）の摂津酒造(摂津酒精醸造所、1964年10月宝酒造と合併。1973年3月大阪工場廃止。) を訪ね、卒業を待たずに入社。12月には徴兵検査があったため、それまでの期間限定の予定だった。入社後は竹鶴の希望どおりに洋酒の製造部門に配属される。ある時はロンドンの出版社が刊行していた『処方書』を手に試験室に篭もり、またある時は現場に張り付いていた竹鶴は入社間もなく主任技師に抜擢される。その年の夏、アルコール殺菌が徹底して行われていなかったぶどう酒の瓶が店先で破裂する事故が多発した。しかし、竹鶴が製造した赤玉ポートワインは徹底して殺菌されていたため酵母が発生増殖することがなく、割れるものが一つもなかった。このことで竹鶴の酒造職人としての評判が世間に広がることになる。
同年12月、竹鶴は徴兵検査を受ける。幼い頃から柔道などをたしなんでいたため体力に自信のあった竹鶴は甲種合格を確信していたが、検査官が竹鶴の履歴書を見た際、「アルコール製造は火薬製造に必要な技術であるので入隊させずに今後も製造に従事させたほうが軍需産業を活性化させる」と判断し、乙種合格とされたため軍隊に入隊せずにすんだ。竹鶴は、乙種合格と郷里には来年冬に帰る予定、そして勤務を1年延長する希望を阿部(摂津酒造 (摂津酒精醸造所)社長)に伝えたところ、快諾され、摂津酒造での勤務を継続することとなる。

### 留学
19世紀にウイスキーがアメリカから伝わって以来、日本では欧米の模造品のウイスキーが作られていただけで純国産のウイスキーは作られていなかった。そこで摂津酒造は純国産のウイスキー造りを始めることを計画する。1918年、竹鶴は社長の阿部喜兵衛、常務の岩井喜一郎の命を受けて単身スコットランドに赴き、グラスゴー大学で有機化学と応用化学を学ぶ。彼は現地で積極的にウイスキー蒸留場を見学し、頼み込んでエルギンのロングモーン蒸留所で実習を行わせてもらうこともあった。最終的に竹鶴はキャンベルタウンのヘーゼルバーン蒸留所で実習を行った。ウイスキー用の蒸留釜（ポットスチル）の内部構造を調べるため、専門の職人でさえ嫌がる釜の掃除を買って出たという逸話も残っている。政孝のこの現地修行が成功していなければ、現在の日本のウイスキーは実現していなかったといわれる。
この間、二人の兄は酒造とは無関係の別々の道に進んでいた（長兄は早稲田大学卒業後に商社マンとなり、マレーシアでゴム栽培に取り組んだが頓挫。次兄・可文(よしぶみ)は九州帝国大学を卒業後、北海道炭礦汽船のエンジニアとなり、常務になってからは札幌に住んでいた。養子・威が北大生だったときは生活面でバックアップした）ため、竹鶴に会社の跡を継がせるつもりでいた両親は悲しんだと言われる。

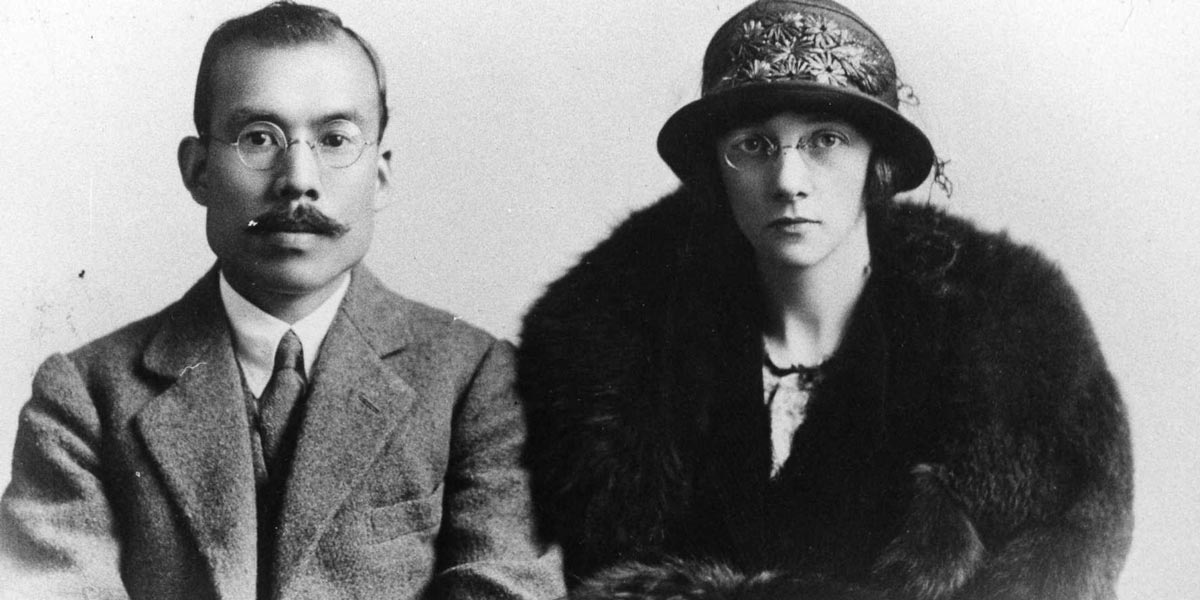
結婚直後にリタと（1920年頃）

スコットランドに滞在中、竹鶴はグラスゴー大学で知り合った医学部唯一の女子学生イザベラ・リリアン・カウン(通称エラ)に頼まれて末弟のラムゼイ・カウンに柔道を教えていたが、その姉であるジェシー・ロバータ・カウン(通称リタ)と親交を深め、1920年1月8日結婚。しかし、ラムゼイを含むリタの家族のほとんどに反対されたため、教会ではなく登記所で2名の証人と登記官の前で宣誓するだけの寂しい結婚式であった。当時では珍しい国際結婚だった。

### 帰国
同年11月、リタを連れて日本に帰国。結婚については実家の家族にも反対されるが、最終的にいったん竹鶴が分家するという形で一応の決着をみた。結婚後、摂津酒造に程近い帝塚山に新居を構えた。
帰郷後、竹鶴はウイスキー造りの研修結果を「実習報告」（竹鶴ノート）にまとめて岩井に提出し、摂津酒造はいよいよ純国産ウイスキーの製造を企画するも、不運にも第一次世界大戦後の戦後恐慌によって資金調達ができなかったため計画は頓挫した。その後1922年竹鶴は摂津酒造を退職し、大阪の桃山中学（現：桃山学院高等学校）で教壇に立ち、化学を担当する。

### ジャパニーズ・ウイスキーの誕生
1923年、大阪市東区住吉町（現・中央区松屋町住吉）の洋酒製造販売業者寿屋（現在のサントリー）が本格ウイスキーの国内製造を企画。社長の鳥井信治郎がスコットランドに適任者がいないか問い合わせたところ、「わざわざ呼び寄せなくても、日本には竹鶴という適任者がいるはずだ」という回答を得た。鳥井は以前摂津酒造に模造ワイン製造を委託していたことがあり、竹鶴とも数度面会したことがあった。鳥井は竹鶴を年俸四千円という破格の給料で採用した。この年俸は、スコットランドから呼び寄せる技師に払うつもりだった額と同じと言われる。同年6月、竹鶴は寿屋に正式入社。
竹鶴は、製造工場はスコットランドに似た風土の北海道に作るべきだと考えていたが、鳥井は消費地から遠く輸送コストがかかることと、客に直接工場見学させたいという理由で難色を示した。竹鶴は大阪近郊の約5箇所の候補地の中から、良質の水が使え、スコットランドの著名なウイスキーの産地ローゼスの風土に近く、霧が多いという条件から三島郡島本村大字山崎（現・島本町山崎5丁目）を候補地に推した。工場および製造設備は竹鶴が設計した。特にポットスチルは同種のものを製造したことのある業者が国内になく、竹鶴は何度も製造業者を訪れて細かい指示を与えた。
1924年11月11日、山崎蒸溜所が竣工し、竹鶴はその初代所長となる（山崎蒸溜所竣工日は、麦芽製造開始日の12月2日とされることもある）。ただし、この蒸溜所は社員は竹鶴のほかに事務員1名のみの小さい工場であった。竹鶴は酒造りに勘のある者が製造に欠かせないと考え、醸造を行う冬季には故郷の広島から杜氏を集めて製造を行った。また、当時の酒は製造時の量に応じて課税されていたが、貯蔵中に分量が減るウイスキーに対してこの方式は不利であったことから、竹鶴は当局に掛け合い、樽に封印をすることで出荷時の分量で課税するよう認めさせた。鳥井は最大限、竹鶴の好きなように製造をさせたが、金ばかりがかかって全く製品を出荷しない山崎蒸溜所は出資者らから問題にされ、鳥井はやむなくそれとなく発売を急ぐよう指示。出荷ができるほどに熟成した原酒は最初の年に仕込んだ1年分のみで、ブレンドで複雑な味の調整をすることができないため難色を示した竹鶴だが、それ以上出資者を待たせるわけにもいかないことも承知していたので、出荷に同意する。
1929年4月1日、竹鶴が製造した最初のウイスキー『サントリー白札』(現在のサントリーホワイト)が発売される。しかし、模造ウイスキーなどを飲みなれた当時の日本人にはあまり受け入れられず（竹鶴が本場同様に入れたピートの独特の臭いが受け入れられなかったという説がある。このことも含め、鳥井自身は竹鶴がスコッチにあまりにもこだわりすぎるのを疑問視していた節がある。サントリー角瓶の項も参照）、販売は低迷した。同年寿屋は神奈川県横浜市鶴見区市場町（現・元宮2丁目）の日英醸造のビール工場を買収したが、竹鶴にその工場長も兼任するよう命じた。山崎と鶴見の距離が離れすぎていることや、異なる種類の酒であることから竹鶴は当初あまり乗り気ではなかった。
1933年11月、寿屋は突然、鶴見工場の売却を発表する。購入額よりはるかに高値であったことから、寿屋にとってはよい商談であったが、工場長である竹鶴に事前に何の連絡もなかったことから、寿屋に対し不信感を持つようになる。

### 大日本果汁（のちニッカウヰスキー）の設立
1934年3月1日、後続の技師が育ってきたこと、竹鶴が帝王教育を任されていた鳥井の長男・吉太郎に一通りの事を教え終わったこと、最初の約束である10年が経過したことから、竹鶴は寿屋を退職。4月、北海道余市郡余市町でウイスキー製造を開始することを決意（現在の余市蒸溜所）、資本を集め、7月に大日本果汁株式会社を設立し、代表取締役専務に就任した。筆頭株主は加賀証券社長加賀正太郎。加賀の妻は1924年以来、竹鶴の妻のリタから英会話を学んでおり、竹鶴が事業を始めることを聞いた加賀は他の2人の出資者と共に竹鶴を支援することにしたという。
ウイスキーは製造開始から出荷までに数年かかるため出荷までは当然ウイスキー製造による収益はない。そこで竹鶴は、事業開始当初は余市特産のリンゴを絞ってリンゴジュースを作り、その売却益でウイスキー製造を行う計画であった。このため農家が持ってきたリンゴは1つ残らず買い取り、しかも重量は農家の自己申告をそのまま信用して買ったという。出荷できないような落ちて傷ついたリンゴでも残らず買ってくれるというので、大日本果汁の工場にはリンゴを積んだ馬車の列ができた。
ただしこの記述は竹鶴自身の自伝を元にしている。出資者の記述はこれとはだいぶ違い、竹鶴は余市で起業する際、寿屋と鳥井には大変に恩があるので、余市でウイスキー製造をする気はない、大日本果汁はその名の通り、リンゴジュースを製造販売する会社だと説明して出資を募ったという。創業後、莫大な返品と積み上がった在庫をどうするのかという話になったところで、ようやくそれらを使って蒸留酒を造る、そのついでに少量のウイスキーも仕込む、という話を持ち出して来たという。実際、大日本果汁は、創業後しばらくは酒造免許を取得していない。
このような経緯もあって、地元の農家の人たちは当初、政孝が余市でウイスキー製造を企てているとは知らず「ジュース工場の社長がリンゴをたくさん買ってくれる」と、信じていたという。
1935年5月、日果林檎ジュースの出荷を開始。しかし竹鶴の品質へのこだわりはジュースにも及び、他社が6銭の果汁入り清涼飲料を作っていたのに対して30銭もする果汁100%ジュースしか販売しなかったため、あまり売れなかったという。混ぜ物をしていないため製品が濁ることがあり、誤解した消費者や小売店からの返品も相次いだ。同年9月、妻リタを余市に呼び寄せる。
1940年、余市で製造した最初のウイスキーを発売。社名の「日」「果」をとり、『ニッカウヰスキー』と命名する。直後、ウイスキーは統制品となり、日果の工場は海軍監督工場となる。この後終戦までは配給用のウイスキーを製造した。

### ウイスキー一筋の人生

政孝・リタ夫妻の像（広島県竹原市）

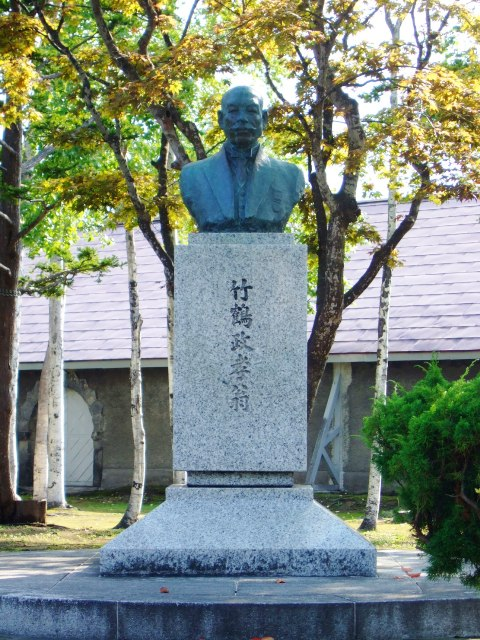
政孝胸像(ニッカウヰスキー北海道工場余市蒸溜所にて)

1943年、大日本果汁取締役社長。子供ができなかったため、戦時中ではあったが広島工業専門学校（現・広島大学）醗酵工学科在学中の甥・威（旧姓：宮野、同じ広島県生まれ。戦後に旧制北海道大学工学部応用化学科を卒業）を養子に迎える。それまでは工場内に建てた家に住んでいたが、1940年代後半、隣の山田町に新居を構える。
なお、1930年に山口房子（後に改名してリマとなる）を養女としていたが、成長したリマと夫妻との関係は次第に悪化、リタの晩年になるまで関係修復はならなかった。その為、自伝などにも養子としては威のこと以外は触れられていない。
1945年、終戦になると他社が相次いで低質のウイスキーを発売。中には原酒を全く使用しないものもあった。竹鶴は「わしゃ三級は作らん」とこのような低質の製品の製造を拒否していたが、筆頭株主だった加賀らに説得され、1950年、安価な三級ウイスキーを作ることになる（このブレンドには養子の威を初めて担当させている）。この時には、あえて原酒を当時の酒税法上の上限いっぱいの5％まで入れさせてせめてもの抵抗をしている。
1961年1月17日、妻リタ没。その際、竹鶴は、義理の孫（威の息子）である竹鶴孝太郎曰く「大人がそれほど取り乱すというのは初めて見（た）」というほど、「おばあちゃんが死んじゃった」と家中で泣き喚いていたという。
1965年、余市町町議会議員、余市体育連盟初代会長、商工会議所初代会頭などを歴任した功績を讃え余市町名誉町民に選ばれる。
1967年、新原酒工場建設候補地見学のため宮城県を訪れた。このとき突然のひらめきから、ある川の水でブラックニッカの水割りを作って飲んでみたところ、納得の風味を得ることができたので、その場でこの地に工場を作ることを即決した。新工場の設計も竹鶴が行った。この工場は仙台工場（宮城峡蒸溜所）として1969年に竣工した。この川の名前を地元の人に聞いたところ、なんと「新川（にっかわ）」という答えが返ってきたという。
1969年、勲三等瑞宝章を受章。以前にも勲四等の打診があったが、もし受け取ると、今後、ウイスキー製造者全員が最高でも勲四等止まりになってしまうという理由で固辞したという。
1970年、ニッカウヰスキー代表取締役会長に就任。同年、本格的道産酒開発の功績により北海道開発功労賞受賞。
1979年8月29日、肺炎により入院していた東京都の順天堂大学医学部附属順天堂医院にて死去。85歳没。長らく竹鶴がウイスキーを製造してきた北海道余市町に、妻のリタと共に埋葬されている。

## 逸話

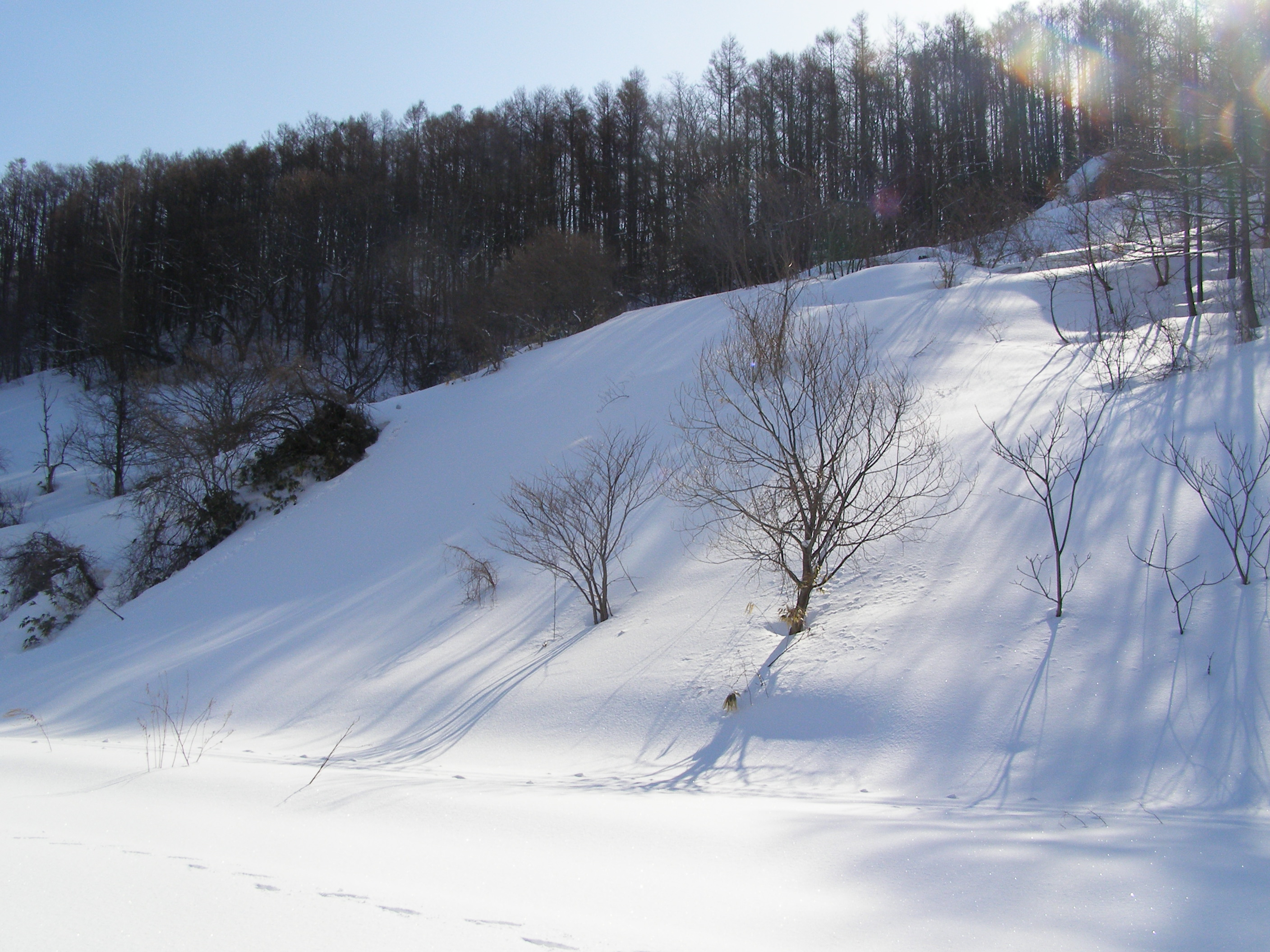
旧竹鶴シャンツェ（桜ケ丘シャンツェ）跡

竹鶴はウイスキーの品質だけでなく、その容器も「嫁入り道具」としてこだわっている。高級品の瓶にはさりげなく竹や鶴があしらわれていたりと細かい仕事がされていることがよく分かる。現在も「鶴」など一部製品にはこの伝統が残されている。
工場の地元、旧制余市中学校（のちの北海道余市紅志高等学校）校長に頼まれ、1941年、中学校にジャンプ台を寄贈した。このジャンプ台は当初桜ヶ丘シャンツェと命名されたが、その呼称は定着せず、竹鶴シャンツェと呼ばれている。
このジャンプ台で練習し、後にニッカウヰスキーに入社した笠谷幸生は『日の丸飛行隊』と呼ばれる世界的なジャンプ選手となり、1972年の札幌オリンピック（70m級ジャンプ）で金メダルを獲得した。竹鶴シャンツェに併設された笠谷シャンツェでは余市出身の船木和喜や斉藤浩哉といった選手たちもここでジャンプを覚えた。笠谷の金メダルはニッカウヰスキーの大きな宣伝にもなった。政孝は企業がスポーツのスポンサーとなる先駆けでもあった。当初木造であったが、1967年頃に鉄骨製になり、2000年には河川工事の関係で200メートル南に移動された。
朝日麦酒の資本投下によりニッカが連続蒸留機を購入する際、受注先のブレアー社は、大別して最新式と旧式の2機種の蒸留機を製造していた。しかし、発注者がニッカの竹鶴だと聞くと、ブレアー社は迷わず旧式蒸留機の製造準備だけを始めたという。ブレアー社の読みは当たり、実際にニッカが発注したのは旧式のカフェ式連続蒸留機であった。旧式蒸留機の場合、効率の悪さから穀物由来の香りや成分が蒸溜液の中に僅かに残り、醸造されるウイスキーに個性を持たせる。ブレアー社は、竹鶴がそうした狙いから旧式の方を発注するだろうと判断したのである。
豪放磊落な人物で、逸話は数多く残されているが、竹鶴威がニッカウヰスキーのwebサイトで回顧録という形で連載し紹介していた。
孫である竹鶴孝太郎に「お前は国際結婚だけはするなよ」と言い遺した。

## 竹鶴政孝が登場する作品
- マッサン - 2014年9月29日から2015年3月28日まで放送されたNHK連続テレビ小説。政孝を妻リタがマッサンと呼んだことから。竹鶴をモデルとした亀山政春を玉山鉄二、リタをモデルとしたエリーをシャーロット・ケイト・フォックスが演じた。
- 日経ドラマスペシャル 琥珀の夢 - 2018年10月放送のテレビ東京のスペシャルドラマ。山崎蒸溜所での国産ウイスキー草創期が描かれており、竹鶴をモデルとした松亀正行（演・山本耕史）が登場する。